# 大越和孝
大越 和孝（おおごし かずたか、1944年 - ）は、日本の教育者、教育学者、東京家政大学名誉教授。国語教育が専門。

## 人物・来歴
東京都出身。東京学芸大学国語教育科卒業。墨田・台東区内の小学校、筑波大学附属小学校教諭を経て、東京家政大学児童学科教授。2014年定年退職。日本国語教育学会常任理事。

## 著書
- 『ことばのきまり 4～5年生』さ・え・ら書房, 1979.
- 『授業のネタ 授業がおもしろくなる 国語 1(各学年)』授業のネタ研究会 編,日本書籍, 1988.3
- 『『一つの花』その本質にせまる』 (筑波大学附属小学校<授業公開シリーズ>）図書文化社, 1990.2
- 『新ことばのきまり4～5年生』さ・え・ら書房, 1990.
- 『国語 勉強好きにする教え方 書いて読む』国土社, 1990.6
- 『感性を磨く作文指導の開拓』 (国語教育ブックレット）明治図書出版, 1992.10
- 『1年生の授業国語科 ことばとふれあう楽しい授業づくり』東洋館出版社, 1992.3
- 『国語科授業に使える面白クイズ』 (授業面白ゼミナール）明治図書出版, 1993.3
- 『感性の人金子みすゞの詩の授業化』 (授業への挑戦）明治図書出版, 1994.3
- 『新しい学力観に立つ国語科研究授業のヒント』明治図書出版, 1995.3
- 『金子みすゞの詩の単元化 「見る目」を育てる授業』 (授業への挑戦）明治図書出版, 1997.5
- 『言葉の力をつける言語単元学習の開拓』 (国語科授業改革双書）明治図書出版, 1999.4
- 『国語科・理論と実践の接点 新学習指導要領をふまえて』東洋館出版社, 2000.8
- 『子どもに教えたくなる国語科クイズ100』東洋館出版社, 2010.7
- 『どの子も花まる!漢字プリント集 中学年』東洋館出版社, 2014.5
- 『豊かな国語教室のための授業作法』東洋館出版社, 2015.3

### 共編著・監修
- 『書いて深める説明文の授業』八戸市小学校国語教育研究会 著, 桑原光代共編. 国土社, 1993.7
- 『国語科授業に使える面白クイズ 第2集』 (授業面白ゼミナール）青木伸生,二瓶弘行共著. 明治図書出版, 1995.3
- 『あいさつ』 (つくばシリーズ. はじめてのこくご）竹野栄共著, 山本まつ子 絵. 太平出版社, 1996.10
- 『はなす』(つくばシリーズ. はじめてのこくご）高木あきこ共著, 大久保宏昭 絵. 太平出版社, 1996.10
- 『は・を・へ』 (つくばシリーズ. はじめてのこくご）竹野栄共著, 大久保宏昭 絵. 太平出版社, 1996.12
- 『小学校「総合的な学習」のテーマと解説150 テーマ別展開例&評価』有田和正編著, 田中力,露木和男, 坪田耕三,佐々木達行共著. 学事出版, 2001.2
- 『子どもが輝く国語科授業 生きてはたらく言葉の力を身につけるために 書くこと編』編著. 東洋館出版社, 2001.5
- 『基礎学力を育てる国語科授業のコツ 小学校』藤田慶三,成家亘宏共編著. 東洋館出版社, 2002.11
- 『ことばを見つめる国語の授業』成家亘宏, 藤田慶三共編著. 三省堂, 2005.11
- 『こころを見つめる国語の授業』成家亘宏, 藤田慶三共編著. 三省堂, 2005.11
- 『いのちを見つめる国語の授業』成家亘宏, 藤田慶三共編著. 三省堂, 2005.11
- 『言葉とふれあい、言葉で育つ 保育内容「言葉」』安見克夫,高梨珪子, 野上秀子, 斎藤二三子共編著. 東洋館出版社, 2006.2
- 『小学校国語学習指導実践事典』監修, 藤田慶三,今村久二,井出一雄,邑上裕子 編著. 東洋館出版社, 2006.4
- 『国語科授業の新展開 指導力を生かす工夫とポイント 小学校国語』成家亘宏, 藤田慶三共編. 東洋館出版社, 2005-07.2
- 『声に出して楽しむことば遊び』 (遊んで学ぶ授業シリーズ）編著. 東洋館出版社, 2007.2
- 『小学校で覚えたい詩の暗唱50選』編, 山本さゆり,大久保伸夫, 津田邦子 著. 東洋館出版社, 2007.3
- 『小学校で覚えたい古文・漢文・文語詩の暗唱50選』編, 安達知子, 安部朋世, 西田拓郎 著. 東洋館出版社, 2007.3
- 『「昔話、神話・伝承」の指導のアイデア30選』編, 泉宜宏,浜上悦子, 宮絢子 著. 東洋館出版社, 2009.4
- 『新しい国語の授業 言語活動の充実で活用する力を育む 小学校1～6年』成家亘宏, 藤田慶三共編著. 東洋館出版社, 2009.6
- 『「読むこと」の言語活動例の展開 小学校国語』成家亘宏, 藤田慶三共編著. 東洋館出版社, 2010.7
- 『「書くこと」の言語活動例の展開 小学校国語』成家亘宏, 藤田慶三共編著. 東洋館出版社, 2010.7
- 『「話すこと・聞くこと」の言語活動例の展開 小学校国語』成家亘宏, 藤田慶三共編著. 東洋館出版社, 2010.7
- 『「お手紙」の授業』 (教材別・単元展開の可能性に挑戦する）村田伸宏共編. 東洋館出版社, 2011.8
- 『「一つの花」の授業』 (教材別・単元展開の可能性に挑戦する）西田拓郎共編. 東洋館出版社, 2011.8
- 『音読・朗読 目的に応じた多様な方法』 (シリーズ国語授業づくり) 企画編集・執筆, 大久保伸夫, 西田拓郎 編著. 東洋館出版社, 2015.10
- 『読書 目的に応じて読む』 (シリーズ国語授業づくり) 泉宜宏, 宮絢子共企画編集・執筆. 東洋館出版社, 2017.8